# Kazys Boruta
Kazys Boruta (6. ledna 1905 Kūlokai – 9. března 1965 Vilnius) byl litevský spisovatel. Používal také pseudonymy Antanas Avižienius, A. Vandra, E. Erika, Petras Povilionis nebo Vincas Dovinė.
Jako student Univerzity Vitolda Velkého se angažoval v radikálně levicovém hnutí Aušrininkai. Po jeho zákazu odešel do exilu a pobýval v Lotyšsku a Rakousku, kde studoval filozofii a literaturu na Vídeňské univerzitě. Po návratu do vlasti přispíval do opozičního časopisu Trečias frontas a v letech 1933 až 1935 byl vězněn. Působil rovněž v časopisech Dienovidis a Lietuvos žinios, byl redaktorem almanachu Darbas. Za druhé světové války pracoval v Ústavu litevské literatury ve Vilniusu, kde spolu s Onou Šimaitė skrývali Židy. Ačkoli původně podporoval připojení Litvy k Sovětského svazu, upadl brzy v nemilost nového režimu a v letech 1946 až 1949 byl vězněn za protisovětskou činnost. Po propuštění nesměl publikovat, teprve v roce 1957 byl přijat do Svazu litevských spisovatelů a v roce 1965 byl vyznamenán jako zasloužilý kulturní pracovník Litevské SSR. Je po něm pojmenována škola ve městě Liudvinavas.
Jeho tvorba vycházela z expresionismu, významným zdrojem inspirace pro něj byl litevský folklór. Zabýval se i sociálními tématy, např. v básni Vzpoura oráčů. Jeho nejúspěšnějším dílem je novela Baltaragisův mlýn, vycházející z lidové pověsti o mlynáři, který uzavřel smlouvu s ďáblem. Režisér Arūnas Žebriūnas podle této knihy natočil v roce 1973 filmový muzikál Čertova nevěsta. Próza Dřevěné zázraky je příběhem venkovského řezbáře, potýkajícího se s tvůrčím hledáním a nepochopením okolí. Boruta také přeložil do litevštiny díla Alexeje Nikolajeviče Tolstého, Sergeje Alexandroviče Jesenina, Pearl S. Buckové nebo Henrika Ibsena.